# Luigi Minchillo
Luigi Minchillo (San Paolo Civitate, 17 marzo 1955 – Pesaro, 25 settembre 2023) è stato un pugile italiano, olimpionico a Montreal 1976, campione d'Italia e d'Europa dei pesi medi junior. Soprannominato "il guerriero del ring", ha incontrato tutti i più grandi pugili dell'epoca, nella sua categoria Duran, Hearns, Hope, McCallum).

## Biografia

### Carriera dilettantistica
Da junior, il suo avversario più importante è Ray Leonard, forse il più grande peso welter di tutti i tempi, dal quale perde per ko alla prima ripresa in un incontro Italia-USA, svoltosi il 27 luglio 1973 a Roccamonfina.
Nel 1975, a Cagliari, Luigi Minchillo conquista il titolo di Campione italiano dilettanti nei pesi welter e vince la medaglia d'oro, nei pesi medi, ai Giochi del Mediterraneo, svoltisi ad Algeri. L’anno dopo rappresenta l’Italia nei welter ai giochi olimpici di Montreal, dove è sconfitto dal tedesco Reinhard Skricek, per unanime verdetto ai punti.
Complessivamente, da dilettante, vanta 15 presenze in nazionale, con 10 vittorie, 4 sconfitte e un pareggio.

### Carriera professionistica
Passa al professionismo nel 1977, per la scuderia della Totip di Umberto Branchini. Inanella una serie di diciassette incontri, tutti vinti, che si infrange il 10 novembre 1978 contro Alvaro Scarpelli, per ferita alla quarta ripresa.
Il 24 aprile 1979, a Pesaro, conquista il titolo di campione d'Italia dei pesi superwelter, lasciato vacante da Damiano Lassandro, battendo Clemente Gessi per KO tecnico alla prima ripresa.
Difende vittoriosamente il titolo italiano quattro volte: contro Paolo Zanusso, il 12 giugno 1979, vincendo per KO tecnico alla quinta ripresa; si prende la rivincita contro Alvaro Scarpelli, il 29 marzo 1980, spedendolo al tappeto per il conto totale alla quarta ripresa e sconfiggendo due volte Vincenzo Ungaro, per KO tecnico alla sesta ripresa, il 15 dicembre 1979 e ai punti in dodici riprese, il 12 settembre 1980.
Il 1º luglio 1981, Minchillo conquista il titolo europeo della categoria contro il francese di origine algerina Louis Acariès ai punti in dodici riprese, con verdetto unanime e abbandona il titolo italiano. Il 26 settembre dello stesso anno, fa il suo ingresso nel palcoscenico del Caesars Palace di Las Vegas, contro il terribile panamense Roberto Durán e perde ai punti in dieci riprese. Il 28 novembre, a Rennes, difende vittoriosamente il titolo europeo contro Claude Martin, mandandolo KO dopo soli quindici secondi dall’inizio del match.
Il 30 marzo 1982, alla seconda difesa del titolo europeo, al Wembley Arena di Londra, Minchillo pone fine alla carriera del britannico Maurice Hope, che aveva inflitto dure sconfitte a Vito Antuofermo e a Rocky Mattioli, sconfiggendolo ai punti in dodici riprese, anche che se con verdetto non unanime.
Difende vittoriosamente la corona europea altre due volte: il 22 agosto 1982 contro il tedesco Jean-Andre Emmerich (vittoria per KO tecnico alla quarta ripresa per aver atterrato l’avversario tre volte nello stesso round) e il 28 ottobre dello stesso anno contro lo jugoslavo Marijan Beneš (vittoria ai punti, anche se un giudice su tre decreta il pari).
L’11 febbraio 1984, Minchillo ottiene una prima opportunità di combattere per il titolo mondiale della WBC, a Detroit, contro un avversario temibilissimo, lo statunitense Thomas Hearns.  Dopo aver ferito l’avversario alla seconda ripresa e aver riportato a sua volta un taglio al sopracciglio alla settima, il pugliese è costretto ad arrendersi con verdetto unanime. Ottiene, tuttavia, una seconda opportunità “mondiale” dal campione della WBA, l'imbattuto giamaicano Mike McCallum che accetta di battersi sul ring italiano di Milano, ma anche questo tentativo è sfortunato e si infrange alla tredicesima ripresa, per KO tecnico.
Dopo tale incontro, Minchillo resta un anno fuori dal ring; poi consegue una serie di dieci vittorie consecutive in tre anni, in match allestiti in Italia contro avversari stranieri. La sua carriera si conclude il 29 gennaio 1988, in uno sfortunato tentativo di riconquistare il titolo europeo, a Rimini, contro il francese René Jacquot (sconfitta per KO tecnico alla quarta ripresa).
In tutta la sua carriera pugilistica, da dilettante e da professionista, solo il grande Ray "Sugar" Leonard è riuscito a metterlo KO.